# Sutra Szóstego Patriarchy Huinenga
Sutra Szóstego Patriarchy Huinenga – (chin. 六祖壇經 pinyin Liùzǔ tánjīng; kor.륙조단경 (L)yukjo dangyeong; jap. Rokuso dankyō; wiet. Lục tổ đàn kinh); pol. „Sutra platformowa Szóstego Patriarchy” lub „Sutra z platformy Szóstego Patriarchy”) – jeden z najbardziej znanych tekstów szkoły chan. Chociaż w tytule wymieniony jest Szósty Patriaracha, co sugeruje jego autorstwo, praca ta powstała w kręgu jego uczniów. Ponieważ do dziś przetrwało kilka jej wersji, od najwcześniejszej z VIII w. do wersji z XIII wieku, można prześledzić wszystkie odmiany tekstu i zakres ingerencji ich autorów. Pierwsza wersja tekstu powstała właściwie na początku szkoły chan, a ostatnia w okresie jej pełnej dojrzałości na przełomie okresu Song i Yuan, co pozwala również na analizowanie zmian, jakie zaszły w trakcie 5 wieków rozwoju szkoły.

## Historia tekstu
Analizując tekst Sutry (...) badacze posługują się czterema jej głównymi wersjami.
Pierwszy tekst tej sutry pojawił się około 780 r., czyli w ponad wiek od opisywanych przez nią wydarzeń. Wiadomo, że w roku 967 mnich Huixin (chin. 惠昕) porównał starą wersję sutry (a być może nawet kilka wersji) z wersją z Dunhuangu pochodzącą z IX wieku i stworzył nową, zweryfikowaną wersję tego tekstu. Podzielił tekst na jedenaście rozdziałów, a całość zawarta została w dwóch zwojach (chin. quan). Wersja Huixina zaginęła, jednak do dziś zachowało się kilka wersji podzielonych na jedenaście rozdziałów i liczących dwa zwoje. Zatem muszą one być oparte na tekście Huixina. Jeden z tych tekstów, najpewniej wydany przez Chao Zijiana (bd) (chin. 晁子健) w 1153 r., znany w drukowanej formie i znaleziony w klasztorze Kōshō w Kioto, był podstawą pod nowe, zdecydowanie poszerzone, wydanie w dziesięciu rozdziałach w jednym zwoju. Ten tekst zawiera wiele materiału zaczerpniętego z wydanego w 1004 r. Jingde chuandeng lu i innych źródeł. Ten tekst stał się podstawową, najbardziej ortodoksyjną wersją tego dzieła. Istnieje ona w licznych wersjach edytorskich, a zawartość tekstualna jest zasadniczo podobna. Obecnie nie wiadomo, kto stworzył tę ortodoksyjną wersję, ani też nie wiadomo, kiedy ona powstała. Z pewnością nie był to uczony mnich Qisong (1007-1072) (chin. 契嵩), chociaż często mu się ja przypisuje.

### Wersja z Dunhuangu
Najwcześniejszą kompletną wersją tekstu jest wydanie znalezione w Dunhuangu. Jest to bez wątpienia edycja mająca za sobą już dłuższy proces ewolucyjny i która wchłonęła różne elementy z kilku grup chanu, o czym może świadczyć nierówny charakter tekstu i jego wewnętrzne niekonsekwencje. Tak więc na ten tekst złożyły się starsze wersje Sutry (...), zarówno bardzo podobne jak i różniące się. Z drugiej strony istnieją dwa różne rękopisy z Dunhuangu, które są niemal identyczne i kilka fragmentów, które są zgodne z istniejącym tekstem z Dunhuangu. Świadczy to o tym, że wersja z Dunhuangu nie reprezentuje czyjejś niedbałej kopii, ale był to tekst, który musiał być szeroko rozpowszechniony.
Większość materiału w tej wersji tekstu najpewniej powstała w kręgu mistrza Hezego Shenhuia; są to detale z życia Huinenga, fragmenty pochwalne dla Hezego oraz informacja, że Huineng sekretnie przekazał Dharmę komuś, kto w dwadzieścia lat po jego śmierci wprowadzi jego nauki na właściwe miejsce. Jest również wiele elementów świadczących, że powstały w innych kręgach chanu i są one nieraz sprzeczne z fragmentami z kręgów Hezego. Należą tu niektóre doktrynalne stanowiska i opis pierwszego płytkiego spotkania Hezego z Huinengiem. Można założyć, że wcześniejsza, już nieistniejąca wersja tekstu, promowała Hezego bardziej niedwuznacznie od wersji z Dunhuangu. Za istnieniem takiej pochlebnej dla Hezego wersji świadczą drobne fragmenty tekstu, pochodzące ewidentnie z wcześniejszej wersji, pochodzącej z edycji Huixina. Chociaż ona już nie istnieje, to w wydaniach japońskich (Daijō-ji, Tennei-ji i Shinpuku-ji we fragmencie, w którym Huineng wieszczy pojawienie się Hezego zapisano, że osoba, która za dwadzieścia lat przywróci Dharmę Huinenga, będzie pochodzić z Nanyang xian (chin. 南陽縣) i będzie ją propagować w okolicy Luoyangu. To wyraźnie wskazuje na Hezego, który praktykował w klasztorze w Nanyang i zaczął swoją działalność promującą Huinenga w Luoyangu w roku 732. Tych fragmentów tekstu nie ma w wersji z Dunhuangu, a musiały być one dostępne w wersji, z której korzystały te trzy japońskie wydania. Czyli z pewnością była to wersja Huixina. Jednak wydanie Huixina pochodzi z roku 967, a więc z okresu, gdy cała ta kontrowersja już była rozwiązana i zapomniana, więc sam Huixin na pewno nie dodałby takiego fragmentu. Musiał on zapewne pochodzić z tekstu (lub tekstów), z których korzystał sam Huixin. Ten sam fragment w edycji z Kōshō-ji, która także oparta jest na wersji Huixina, nie zawiera w ogóle informacji, że odnowiciel Dharmy Huinenga pochodził z Nanyangu, chociaż wspomina, iż będzie propagować Dharmę Huinenga w rejonie Luoyangu.
W edycji z Kōshō-ji znajduje się fragment odnoszący się do przekazu szaty Bodhidharmy, który być może znalazł się tam jako odpowiedź na twierdzenie z Lidai fabao ji (ten tekst powstał około 780 r.), że Huineng posłał szatę do cesarzowej Wu Zetian, która z kolei przekazała ją uczniowi Hongrena - Zizhou Zhishenowi (609-702). Dla wydawcy wersji z Kōshō-ji nie był to już problem, więc zapewne ten fragment został wzięty przez Huixina z wcześniejszej wersji tekstu. Sprawa ta natomiast została całkowicie pominięta przez Zhou Xigu (chin. 周希古), który w 1012 r. przygotował wydanie, które stało się wzorem dla wydań Daijō-ji i Tennei-ji, i w mniejszym stopniu dla wydania Shinpuku-ji.
Yanagida Seizan zasugerował, że autorem wersji z Dunhuangu jest mnich Wuzhen (chin. 俉眞), uczeń Daoji (chin. 道漈 lub 道際), który był uczniem Huinenga. Swoje przypuszczenie oparł na tym, iż na końcu wersji z Dunhuangu wspomina się, że jej kompilator Fahai (chin. 法海), przed swoją śmiercią wręczył Sutrę (...) swojemu uczniowi Daoji, który przed swoją śmiercią przekazał ją uczniowi Wuzhenowi, który nauczał w klasztorze Faxing w Caoqi. Yanagida także sugeruje, że wersja z Dunhuangu została stworzona w ramach współzawodnictwa z grupą Hezego Shenhuia.
W wersji Huixina znajduje się fragment tekstu, który jest odpowiednikiem fragmentu z wersji z Dunhuangu, a dotyczy on przekazu tekstu Sutry (...). Jednak w wersji Huixina tuż przed swoją śmiercią Fahai przekazał tekst Zhidao, który z kolei przekazał go Bi’anowi, a ten z kolei Wuzhenowi, a Wuzhen - Yuanhui. Jest to zupełnie nowa linia przekazu. Prawdopodobnie Huixin wykorzystał wersję tekstu, który posiadał i który różnił się od wersji z Dunhuangu. To jasno ilustruje, jak złożone jest pochodzenie Sutry (...), która była używana przez różne grupy chan w celu własnego uprawomocnienia.

### Wersja Huixina
Chociaż wersja ta nie dotrwała do naszych czasów, może być w pewnym stopniu zrekonstruowana na podstawie istniejącej wersji składającej się z 11 rozdziałów i bez wątpienia opartej na tekście Huxina. Próby takiej rekonstrukcji dokonał Ishii Shūdō, który użył jako podstawy wydania z Shinpuku-ji i przygotował edycję, w której wyliczył wszelkie różnice pomiędzy wydaniami z Kōshō-ji, Kan’ei, Shinpuku-ji, Daijō-ji i Tennei-ji.
Huixin użył tekstu, który był podobny do wersji z Dunhuangu, ale nie identyczny. Zachował się wstęp Huixina, w którym twierdzi, że ten starszy tekst Sutry (...) był dość kłopotliwy i ostatecznie był bardzo nielubiany przez adeptów chan. Następnie pisze, iż podzielił tekst na dwa zwoje i 11 rozdziałów. Wersja z Dunhuangu nie ma w ogóle podziału na rozdziały, więc Huixin osobiście je zatytułował. Jednak nie napisał, że dokonał redakcji tekstu, ale wiadomo, iż raczej jej dokonał, chociaż nie wiadomo na pewno, co zmienił i czym różniły się starsze wersje od dunhuanguańskiej.
Ogólnie wersje Huixina i z Dunhuangu były bardzo podobne. Największym wkładem Huixina było "oczyszczenie" tekstu z błędnych chińskich znaków oraz wyjaśnienie i rozwinięcie niejasnych lub zepsutych fragmentów. Oprócz tego Huixin poszerzył tekst dodając nowe fragmenty.
Przede wszystkim, aby uprawomocnić Huinenga jako szóstego patriarchę, jeszcze bardziej "udramatycznił" jego biografię, aby dodać mu więcej prestiżu i autorytetu, oraz uczynić go sympatyczniejszym. Dodaje więc informację, że Huineng przed odejściem z domu zatroszczył się o zapewnienie opieki swojej matce. Następnie podczas pierwszego spotkania z Hongrenem, Huineng mówi o swoim osiągnięciu duchowym, co wywiera wrażenie na Hongrenie. I dalej - do pracującego Huinenga podchodzi Hongren i mówi mu, że wie, iż jego zrozumienie jest jasne, ale ludzie mogą chcieć go skrzywdzić, gdy się o tym dowiedzą. Fragment dotyczący "pojedynku" na wiersze, także zawiera kilka nowych dodatków, takich jak zastanawianie się Shenxiu przed napisaniem swojego wiersza na ścianie, a przede wszystkim zmiana w wierszu Huinenga, który ma teraz nieśmiertelne słowa "Zasadniczo żadna pojedyncza rzecz nie istnieje" (chin. 本來無一物 benlai wu yi wu). Z kolei, gdy Hongren objaśnia Sutrę Diamentową Huinengowi, jest to obecnie odnoszone do tego, iż został on oświecony zdaniem "odpowiadając na nieprzebywanie, a jednak tworząc umysł" (chin. 應無所住而生其心 ying wusuozhu er sheng qi xin). Po swoim oświeceniu Huineng wyraża swoje zrozumienie przed aprobującym Hongrenem, jednak tych fragmentów w ogóle nie ma w wersji z Dunhuangu. W wersji Huxina miska Bodhidharmy zostaje przekazana Huinengowi razem z szatą. Kolejny dodany fragment, to słynny epizod, w którym Hongren przewozi Huinenga promem przez rzekę, aż do protestu Huinenga mówiącego, że teraz on będzie prowadzić prom. Dramatyzm sytuacji zostaje wzmocniony przez Hongrena, który mówi, że umrze w rok po odejściu Huinenga z jego klasztoru. Hongren także radzi ukryć się Huinengowi na pięć lat; w wersji z Dunhuangu - na trzy lata. Następny epizod jest podobny w obu wersjach, jednak potem czytelnik dowiaduje się, że Huineng był dalej ścigany i ukrywał się przez pięć lat wśród myśliwych, którym głosił Dharmę.
Kolejna część tekstu, to kazanie Huinenga, które jest bardzo bliskie wersji z Dunhuangu, chociaż pewne elementy uległy przeróbkom. Początek kazania aż do momentu, w którym Huineng stwierdza, iż naucza on mądrości dawnych mędrców, jest taki sam w obu wersjach. Później Huineng mówi, że odkąd przyjął Dharmę od Hongrena, spotkał się z krańcowym cierpieniem i jego życie wisiało na włosku. W wersji z Dunhuangu Huineng później wspomina swoje wielkie oświecenie u Hongrena i potwierdza przed prefektem Wei, że jego Dharma zawiera istotę nauk pierwszego patriarchy Bodhidharmy.
W wersji Huxina Huineng wymienia swoich dziesięciu uczniów na początku rozdziału XI. Jest to zasadniczo ta sama lista co w edycji z Dunhuangu, jednak Heze Shenhui jest wymieniony jako czwarty, a nie jako ostatni. W obu edycjach są tak samo wychwalani przez Huinega, jednak wersja Huixina dodaje jeszcze wypowiedz Huinenga, że owi uczniowie po jego śmierci zostaną mistrzami i nawrócą wielu ludzi. Większa zmiana pojawia się w drugiej połowie małego IX rozdziału zatytułowanego "Agresywne pytania z różnych sekt" (chin. 諸宗難問 zhuzong nanwen). Znajduje się tu zapisana instrukcja odnośnie do zapisywania miejsca, daty i nazwiska na przekazywanej kopii Sutry (...). Jest tu także wypowiedź, że ci, którzy nie otrzymali takiej kopii, nie są uczniami Południowej szkoły chan. Mniej więcej to samo znajduje się w wersji z Dunhuangu. Natomiast pierwsza połowa tego rozdziału w ogóle nie ma odpowiednika w wersji z Dunhuangu. Poświęcona jest ona wyjaśnieniom, jak wiele osób z innych szkół przychodzi do Huinenga ze złymi intencjami, spodziewając się wprowadzić go w zakłopotanie trudnymi pytaniami. Mimo tego Huineng wygłasza dla nich mowę, po której wszyscy stają się zwolennikami jego poglądów i proszą go o przyjęcie ich w poczet uczniów. Zmienia to wymowę tekstu z dużej roli przekazywania tekstu (wersja z Dunhuangu) na posiadanie właściwego zrozumienia nauk Huinenga (wersja Huixina).
Pomimo umieszczenia Hezego na czwartym miejscu wśród uczniów Huinenga, wersja Huixina raczej redukuje jego pozycję. W czasie spotkania Huinenga z Hezem, uczeń ma zaledwie 13 lat, co pozbawia go jakiejś godności. Następnie gdy Fahai pyta Huinenga, kto otrzyma szatę i Dharmę, odpowiedź brzmi, że jego nauki są zawarte w Sutrze (...) i jest to wszystko, czego oni potrzebują dla właściwej Dharmy. W wersji Huxina fragment, że Dharma już została przekazana, został wyrzucony. Z drugiej jednak strony jeśli chodzi o następne proroctwo, że dwadzieścia lat później pojawi się ktoś, kto uratuje prawdziwą Dharmę, wersja Huixina stawia sprawę jasno, że osobą tą będzie Heze Shenhui, gdyż pochodził z Nanyang xian. Również tylko w edycji Huixina znajduje się fragment, w którym Huineng wychwala Hezego i krytykuje innych uczniów, gdyż Heze jest jedynym uczniem, który nie płakał z powodu wiadomości o zbliżającej się śmierci Huinenga.
Mimo tego edycja Huixina mocniej wyraża się o roli dziesięciu uczniów Huinega jako spadkobierców Dharmy od wersji z Dunhuangu. Po wyliczeniu wszystkich patriarchów i kończąc na sobie, Huineng mówi do uczniów: "Teraz przekazuję wam Dharmę"; tego w edycji z Dunhuangu nie ma. Znajduje się u Huixina linijka, która zdecydowanie pomniejsza rolę jego uczniów. Huineng tuż przed śmiercią mówi do uczniów: "Obawiam się, że wasze umysły są w ułudzie a wy nie rozumiecie mojego nauczania". Przypuszczalnie zostało to wprowadzone przez Huixina z tekstu, który promował Hezego.
Wersja Huxina zawiera te same epizody z uczniami Huinenga, co wersja z Dunhuangu, jednak w niektórych dodane są nowe elementy. Najciekawszym dodatkiem jest informacja, że Heze Shenhui przyszedł do Huinenga z klasztoru Yuquan, który był miejscem rezydencji mistrza Yuquana Shenxiu. Tę samą informacje można znaleźć także u mistrza chan Guifenga Zongmi.

### Wersja Chao Zijiana (Kōshō-ji)
Ta wersja tekstu została znaleziona w klasztorze Kōshō. Zawiera ona wstęp napisany przez Chao Zijiana w 1153 r., w którym Chao opowiada, jak znalazł kopię Sutry (...) zapisaną ręką jego przodka Wen Yuana w Syczuanie. Rękopis ten kończy się słowami "Mam teraz osiemdziesiąt jeden lat i przeczytałem [Sutrę (...)] szesnaście razy". Chao opublikował później ten rękopis. Hu Shi wykazał, iż Wen Yuan był słynnym uczonym Chao Jiongiem (chin. 晁逈), który w 1031 r. ukończył osiemdziesiąt jeden lat.
Z dużym prawdopodobieństwem można przyjąć, że wersja Kōshō-ji jest bardzo zbliżona do wersji Chao Zijiana, która z kolei nie różni się znacząco od rękopisu Chao Jionga. Edycja Chao jest kluczowa w rozwoju Sutry (...)', ponieważ wersja ortodoksyjna, która przez wiele stuleci była jedyną znaną wersją Sutry (...), była bezpośrednio oparta na niej.
Edycja Chao jest bardzo podobna do wersji Huixina, na której jest oparta. Większość różnic, to różnice stylistyczne. Wersja Chao ogólnie prezentuje bardziej wygładzony tekst. Jednak zawiera ona także dodane fragmenty i inne dosyć istotne różnice. Można założyć, że fragmenty, które nie mają odpowiedników w innych wersjach zależnych od wersji Huixina, są innowacją wersji Chao.
Jeśli chodzi o "pojedynek poetycki" między Huinengiem a Shenxiu, to jest zdecydowanie bardziej rozbudowany w wersji Huixina niż w wersji z Dunhuangu. Wersja Chao dodaje, że tej nocy, w której Shenxiu napisał swój wiersz na ścianie, ale jeszcze zanim Hongren go zobaczył, to już wiedział, że Shenxiu nie zobaczył swojej własnej natury. Ten detal wzmacnia wyższość Huinenga i czyni jasnym, że Hongren była zawsze świadomy stanu umysłu swojego ucznia.
Na końcu tej "autobiografii" Huinenga, po opisie pobytu Huinenga wśród myśliwych, który został dodany w wersji Huixina, wersja Chao dodaje historię o spotkaniu Hongrena z mistrzem Dharmy Yinzongiem (chin. 印宗) (bd). Jest to powiązane z tym, że mniej więcej w czasie wstąpienia na tron cesarza Gaozonga (pan. 650-684), Huineng udał się do Guangzhou, gdzie spotkał się z Yinzongiem, który objaśniał Sutrę Nirvany. Huineng usłyszał dwóch mnichów którzy patrząc na powiewającą flagę dyskutowali, czy to flaga się porusza, czy też porusza się wiatr. Huineng powiedział im, że to nie flaga i nie wiatr się poruszają, tylko ich umysły. Kiedy Yinzong usłyszał o tym był całkowicie zaskoczony odpowiedzią Huinenga. W wersji Chao dodana jest również adnotacja na samym końcu biografii Huinenga, która odnosi się do pytania, jakie zadał Huineng Huimingowi(chin. 惠明), co doprowadziło do jego oświecenia: "Kiedy nie myślisz o dobru i nie myślisz o złu - to w tym samym czasie, gdzie jest twoja pierwotna twarz?" Również w wersji Chao znajduje się adnotacja po inskrypcji ze stupy Huinenga, która odnosi się do czytającego ją Wang Weia (700-761) (chin. 王維). Na samym końcu tekstu wersja Chao dodaje informację, że w 816 r. dekretem cesarskim nadano Huinengowi pośmiertne imię Dajian Chanshi (chin. 大鑑禪師) i że jest to opisane w epitafium napisanym przez Liu Yuxi (772-842) (chin. 劉禹錫).

### Wersja ortodoksyjna
Wersja, którą można nazwać wersją ortodoksyjną jest zdecydowanie najdłuższą wersją Sutry (...). Jest ona oparta na wersji Chao Zijiana, co wiadomo z edycji z klasztoru Kōshō. Wersja ortodoksyjna się z materiałów edycji Chao, Chuandeng lu i kilku innych źródeł. Nie wiadomo dokładnie, kiedy ta ortodoksyjna wersja tekstu powstała, jednak można zakładać, że stało się to w okresie pomiędzy 1183 a 1225 r..
Pierwotny redaktor ortodoksyjnej wersji wykorzystał wersję Chao niemal dosłownie, chociaż zauważalnie zreorganizował materiał. Chociaż większość edycji Chao pozostała niezmieniona w wersji ortodoksyjnej, to jednak zawiera ona ciekawe różnice i dodatki w wielu fragmentach.
Przede wszystkim "autobiografia" Huinenga zawiera kilka nowych elementów. Po tym jak Huineng napisał swój wiersz na ścianie, Hongren ściera go własnym butem, a następnie potajemnie odwiedza Huinenga, który tłucze ryż, aby ustalić ich spotkanie o północy. Gdy Hongren przekazuje Dharmę Huinengowi, ostrzega go, aby nie przekazywał szaty, gdyż jeśli tak zrobi, jego życie będzie zagrożone. Następnie w epizodzie z Huimingiem jest więcej szczegółów i włączony jest fragment, w którym Huiming nie jest zdolny podnieść szaty Huinenga ze skały. Również opis życia Huinenga wśród myśliwych jest bardziej złożony i opisuje Huinenga uwalniającego zwierzęta z pułapek myśliwych, oraz jedzącego tylko warzywa. I w końcu, wersja ortodoksyjna zawiera długi opis tego, jak Huineng został rozpoznany jako szósty patriarcha przez mistrza Dharmy Yinzonga, którego też został uczniem tonsurowym. Wszystkie te dodatki służą wywyższeniu postaci Huinenga, wyjaśnieniu wszelkich wątpliwości z wcześniejszych edycji i uczynienia historii bardziej realistycznej.
Z ortodoksyjnej wersji zniknął fragment odnoszący się do przekazu Sutry (...) we fragmencie związanym z jego dziesięcioma głównymi uczniami. Krótki rozdział dziewiąty, który w wersjach Chao i Huixina zawierał pouczenia jak Sutra (...) była przekazywana, jest częściowo włączona na końcu rozdziału ósmego wersjo ortodoksyjnej, ale cala sekcja o przekazie Sutry (...) została wyrzucona z tekstu. Również, co jest zrozumiałe, ten szczególny przekaz Sutry (...)' od Fahaia, poprzez Zhidao, Bi’ana, Wuzhena do Yuanwu, który jest umieszczony w wersjach Huixina i Chao na końcu, nie został włączony do wersji ortodoksyjnej.
Jedyne wspomnienie o Sutrze (...) w wersji ortodoksyjnej występuje we fragmencie, w którym Fahai pyta o to, kto otrzyma szatę i Dharmę. W wersjach Chao, Huixina i ortodoksyjnej Huineng odpowiada, że uczniowie jedynie powinni iść za Sutrą (...), jako właściwą Dharmą. W innych wersjach po tym fragmencie następuje przepowiednia o przyszłej roli jaką odegra Heze Shenhui, ale w wersji ortodoksyjnej wszelkie odniesienia do tego zostały odrzucone, aczkolwiek pozostawiono wychwalanie Hezego za to, iż nie płakał na wieść o zbliżającej się śmierci Huinenga. Jednak w części poświęconej spotkaniu Hezego z Huinengiem dodano fragment, który odnosi się do skarcenia Hezego przez Huinenga, gdy mówi mu, że jego zrozumienie jest tylko intelektualne. W ten sposób usunięto z ortodoksyjnej Sutry (...) pierwotne wpływy frakcji Hezego.
Wiele z dodatkowego materiału w wersji ortodoksyjnej związane jest ze spotkaniami Huinenga ze swoimi uczniami. Z dziesięciu wymienianych uczniów Huinenga tylko dwóch nie znalazło się w tej części tekstu. Jednak wprowadzono rozmowy Huinenga z sześcioma innymi uczniami. Wśród nich znaleźli się Qingyuan Xingsi i Nanyue Huairang, czyli dwaj uczniowie, od których pochodzi cała późniejsza szkoła chan. Większość tego nowego materiału o spotkaniach Huinenga z uczniami pochodzi z Chuandeng lu. Po raz pierwszy w ortodoksyjnej wersji Sutry (...) stykamy się z "dialogiem spotkaniowym", który był unikatową częścią literatury buddyzmu chan i z którym spotykamy się po raz pierwszy w Zutang ji z 952 r. Dlatego nie ma "dialogów spotkaniowych" w wersji z Dunhuangu, a w 967 r., gdy Huixin utworzył swoją wersję Sutry (...), jeszcze nie były one standardem w tekstach chan.
Chociaż celem "dialogów spotkaniowych" było ukazanie głębokiego wglądu Huinenga, to kilku z jego uczniów także zostało wypromowanych. Wersja ortodoksyjna w każdym przypadku informuje, że dany uczeń osiągnął oświecenie, które zostało potwierdzone przez Huinenga. Szczególnie wychwalani przez Hunenga są dwaj uczniowie Qingyuan Xingsi i Nanyue Huirang. Można było się tego spodziewać, ponieważ są oni odpowiedzialni za późniejsze linie przekazu chan. Jednak nawet o takim uczniu jak Zhichang, którego spotkanie z Huinengiem zostało opisane we wcześniejszych wersjach Sutry (...), w wersji ortodoksyjnej informuje się, że osiągnął oświecenie, gdy usłyszał Dharmę Huinenga i chociaż Zhichang i reszta z dziesięciu uczniów z listy nie byli zbyt ważni w późniejszej linii przekazu chanu, to jednak byli spadkobiercami Huinenga, a więc wersja ortodoksyjna wzmacniała ich autorytet jako oświeconych mistrzów. Jedynym uczniem, który w wersji ortodoksyjnej nie występuje jako oświecony uczeń Huinenga jest Heze Shenhui. To wyraźnie wskazuje na to, jaka była jego pozycja w szkole chan. Jednak w końcowym fragmencie tej części Sutry (...) znajduje się informacja, że Heze w przyszłości wielce przyczyni się do szerzenia nagłych nauk Huinenga oraz że napisał bardzo popularną książkę.
Traktowanie uczniów w wersji ortodoksyjnej jest co najmniej dwuznaczne i poza powyższym podnoszącym ich rangę przykładem, w tej edycji nie pojawia się już nic pozytywnego. Na przykład: w wersji Chao po zademonstrowaniu listy dziesięciu uczniów znajduje się uwaga Huinenga "Wy, członkowie zgromadzenia, musicie teraz otrzymać Dharmę". W wersji ortodoksyjnej ta wypowiedź zostaje zastąpiona inną: "od samego początku każdy z wszystkich patriarchów miał kogoś, kogo zatwierdzał", co w żaden sposób nie wzmacniało autorytetu uczniów. Podobnie, w ortodoksyjne wersji pozostawiono scenę, w której Huineng gani swoich uczniów za ich płacz wobec jego zbliżającej się śmierci oraz tuż przed śmiercią mówi swoim uczniom, że obawia się, iż ich umysły pozostają w ułudzie i że go nie rozumieją.

## Przekaz Dharmy wSutrze (...)
W ortodoksyjnej mitologii chanu przekaz Dharmy rozpoczął się w chwili, gdy Budda Siakjamuni przekazał ją swemu uczniowi Mahakaśjapie. Przekaz ten był następnie kontynuowany jako jedna linia, czyli Dharma przekazywana była tylko jednej osobie. Jednak gdy linia przekazu Dharmy dotarła do 33 patriarchy Huinenga, który był szóstym patriarchą Chin, pojedyncza linia przekazu skończyła się, a od tego momentu przekaz był udzielany zasadniczo wszystkim oświeconym uczniom.
Wiadomo jednak, że taka pojedyncza linia przekazu była całkowicie fikcyjna; wystarczy przypomnieć słowa czwartego patriarchy Daoxina, który stwierdził, że przekazał swoją Dharmę wielu uczniom. 
W centrum zainteresowania we wczesnych edycjach Sutry (...) leży przekaz i autorytet. W edycjach tych bardzo mocno promowany jest Heze Shenhui, który zaatakował w 732 r. Północną szkołę chanu i jej mistrza nazwiskiem Songshan Puji, który był spadkobiercą Dharmy głównego ucznia piątego patriarchy Hongrena - Yuquana Shenxiu. W późniejszych wersjach Sutry (...), które powstały poza kręgiem Hezego, jego rola jest zdecydowanie pomniejszana. Wobec potężnej wówczas północnej szkoły, szkoła południowa była właściwie nic nie znaczącą tradycją, a sam Huineng był tajemniczą postacią, o której właściwie nic nie było wiadomo. Jego imię pojawia się w tekstach po raz pierwszy w pracy z VIII w. zatytułowanej Lengqie renfa zhi (chin. 楞伽人法志), w której jest wymieniony pośród dziesięciu uczniów Hongrena i określony jako mistrz o lokalnym znaczeniu. Wiele z materiałów w wersji z Dunhuangu pochodzi w kręgu Hezego, gdyż zawierają fragmenty wychwalające go. Podają także wiele szczegółów z życia Huinenga. Wskazują także na to, że Huineng sekretnie przekazał Dharmę komuś, kto w dwadzieścia lat po jego śmierci przywróci jego nauki na właściwe im miejsce. Jednak są w tej wersji także fragmenty sprzeczne z materiałami z kręgu Hezego. Należą tu materiały związane z doktryną oraz np. opis pierwszego spotkania Hezego z Huinengiem, które jest tak niepochlebne dla Hezego, że nie pasuje do kogoś, kto uważał się za siódmego patriarchę.
Wersja z Dunhuangu koncentruje się na przekazie Dharmy. Znajduje do odzwierciedlenie na kilku poziomach tekstu. Pierwszym jest obejmujące wszystko zainteresowanie ustanowienie Huinenga szóstym patriarchą i tekst zajmuje się tym tematem kilkakrotnie. Rdzeniem opowieści jest wymiana wierszy na ścianie z Shenxiu oraz następujące po tym tajemne spotkanie Huinenga z Hongrenem, podczas którego mistrz objaśnia Huinengowi Sutrę Diamentową, który zostaje "natychmiast oświecony". W kulminacyjnym momencie Huineng zostaje nazwany szóstym patriarchą i otrzymuje szatę Bodhidharmy. Nadrzędność Huinenga zostaje potwierdzona, a myśl Shenxiu odrzucona, chociaż pozostaje on dalej sympatyczną postacią.
Gdy Huineng wygłasza mowę (zaraz po krótkiej "autobiografii"), tekst podkreśla i potwierdza jego autorytet słowami Huinenga o tym, że jego nauki były przekazywane przez mędrców z przeszłości. Następnie powtarza jak doświadczył wielkiego oświecenia u Hongrena natychmiast po jednorazowym usłyszeniu jego nauk. I w końcu Huineng potwierdza, odpowiadając na pytanie prefekta Wei, że jego Dharma jest istotą Dharmy pierwszego patriarchy Bodhidharmy.
Autor wersji z Dunhuangu czyni wiele, aby przekonać jej czytelników do tego, że Huineng jest prawowitym szóstym patriarchą chanu i wybranym spadkobiercą Hongrena. Ten tekst także ustanawia linię przekazu Dharmy Huinenga jako nieprzerwany ciąg przekazów od jednej osoby do drugiej, cofając się aż do samego Buddy Śakjamuniego. Tuż przed śmiercią Huineng jest pytany o swoją linię przekazu. W swojej odpowiedzi wylicza on siedmiu buddów przeszłości, po których następuje dwudziestu siedmiu patriarchów Indii, następnie wymienia sześciu patriarchów chińskich, kończąc na sobie, jako patriarsze szóstym. Każdy z patriarchów jest ponumerowany, tak więc Huineng jest patriarchą czterdziestym. W późniejszych wersjach Sutry (...) lista ta ulegnie różnym zmianom.
Wersja z Dunhuangu wykazuje także zainteresowanie kontynuacją nauk Huinenga przez jego uczniów i dalszymi przekazami Dharmy. Również i w tej materii tekst okazuje się co najmniej dwuznaczny. Promuje ona Hezego jako głównego spadkobiercę Huinenga, czyli de facto siódmego patriarchę oraz zawiera listę dziesięciu głównych uczniów Huinenga, co wydaje się wskazywać na zerwanie z przekazem Dharmy tylko do jednego ucznia. Pod koniec tekstu Huineng przywołuje do siebie tych dziesięciu uczniów, każdego wymieniając z nazwiska, i mówi im, że różnią się od innych ludzi, a po jego śmierci to właśnie oni zostaną gdzieś mistrzami chan. Następnie mówi, że objaśni im teraz podstawy Dharmy, ażeby nauki nie zostały utracone. Między innymi mówi: "Dziesiątko uczniów, kiedy później będziecie przekazywać Dharmę, przekazujcie nauki jednozwojowej Sutry z platformy, wtedy nie utracicie zasadniczych nauk. Ci, którzy nie otrzymali Sutry z platformy, nie posiedli istoty moich nauk. W tej chwili ją otrzymaliście, przekazujcie ją i szerzcie wśród następnych pokoleń". Tak więc przekaz Dharmy Huinenga jest tu całkowicie związany z przekazem samej Sutry (...). Przekaz Sutry (...) jest ucieleśnieniem samego przekazu Dharmy. Z innych źródeł wiadomo, że Sutra (...) była używana w szkole heze do zatwierdzania mistrzów chan jak również w innych kręgach chanu służyła jako rodzaj dokumentu przekazu.
Wersja z Dunhuangu czyni jasnym to, że żadna pojedyncza osoba nie może być postrzegana jako główny spadkobierca Huinenga, czyli "siódmy patriarcha". Tuż przed swoją śmiercią Huineng powtarza swoje wcześniejsze słowa o przekazie Sutry (...) dodając, że jego (czyli Bodhidharmy) szata nie będzie przekazywana.
W wersji Huixina linia przekazu jest zasadniczo taka sama jak w wersji z Dunhuangu, chociaż pewne oczywiste błędy zostały poprawione. Jednak nie wiadomo dlaczego w części poświęconej sześciu patriarchom chińskim wymienieni są tylko Bodhidharma i Huineng. Lista uczniów Huinenga pozostaje u Huixina taka sama jak w wersji z Dunhuangu, jednak Heze Shenhui zostaje przesunięty z pozycji ostatniej na pozycję czwartą. Jeśli chodzi o powiązanie przekazu Sutry (...) z przekazem Dharmy, wersje te różnią się zaledwie w detalach. 
Linia przekazu Huinenga w wersji Chao jest identyczna z linią przekazu z wersji Huixina.
Jeśli chodzi o linie przekazu Huinenga w wersji ortodoksyjnej, to różni się ona zarówno od wersji z Dunhuangu jak i wersji Chao i Huixina. W wersji ortodoksyjnej spotykamy się z linią przekazu, która pojawiła się najpierw w tekście Baolin zhuan (chin. 寳林傳) i została potem powtórzona w Zutang ji w 952 r. oraz w Chuandeng lu. Już w czasie panowania dynastii Song, ta wersja została powszechnie zaakceptowana, więc autor wersji ortodoksyjnej nie mógł się już posłużyć liniami przekazu zawartymi we wcześniejszych wersjach.
W wersji ortodoksyjnej także znajduje się fragment, w którym Huineng wzywa swoich dziesięciu uczniów i są oni wyliczeni w tej samej kolejności jak w wersjach Huixina i Chao. Również i tu Huineng mówi swoim uczniom, że nie są jak inni ludzie itd. Jednak wszystkie odniesienia do przekazu Sutry (...) zostały pominięte. Malutki rozdział IX z wersji Huixina i Chao został częściowo przeniesiony na koniec rozdziału VIII w wersji ortodoksyjnej, lecz cała część związana z przekazem Sutry (...) została także usunięta. Również szczególna transmisja Sutry (...) od Fahaia do Zhidao, następnie do Bi’ana, potem do Wuzhena i w końcu do Yuanwu, która opisana jest na końcu wersji Huixina i Chao, w wersji ortodoksyjnej również została pominięta.
Sutra (...) w ortodoksyjne wersji jest wspomniana tylko raz we fragmencie, w którym Fahai pyta o to, kto otrzyma szatę i Dharmę. I tu, zarówno w wersji ortodoksyjnej, jak i Huxina i Chao, pada odpowiedź, że uczniowie powinni jedynie iść za Sutrą (...) jako właściwą Dharmą.
Fragmenty w ortodoksyjnej wersji opisujące spotkania Huinenga z jego uczniami bardzo jasno wskazują na to, że są oni jego spadkobiercami Dharmy, którzy osiągnęli oświecenie pod jego kierunkiem i jest ono równe oświeceniu samego Huinenga. Są oni także bezpiecznie umiejscowieni w linii przekazu chanu i można prześledzić ich linie przekazu do samego Buddy. W ten sposób uczniowie Huinenga zaczęli funkcjonować jako modele dla późniejszych linii przekazu chanu, w których członkowie szkoły chan czerpali moc autorytetu z tych właśnie linii przekazu. Pomimo tego, w całej wersji ortodoksyjnej nie ma już właściwie więcej elementów wzmacniających status uczniów Huinenga.
Główne zainteresowanie autora wersji z Dunhuangu leżało w udowodnieniu linii przekazu w Południowej szkole chan. Wynikało ono z tego, że chan znajdował się właściwie na samym początku rozwoju i chodziło o zalegalizowanie systemu przekazu Dharmy. To zainteresowanie zupełnie znikło w wersji ortodoksyjnej, gdyż w okresach Song u Yuan mnisi chan mieli już swój własny system dziedzicznych certyfikatów (chin. 嗣書 sishu), które były wydawane przez mistrza jego oświeconym uczniom.
Rozwój Sutry (...) przebiegał więc następująco:
- We wczesnych wersjach uczniowie Huinenga nie cieszą się zbyt wielkim prestiżem, natomiast w wersji ortodoksyjnej nabierają już prawie magicznych mocy jako prawdziwi spadkobiercy Huinenga.
- Wersje późniejsze kładą coraz większy nacisk na przekaz Dharmy do uczniów aż znajdą się oni w samym centrum, a coraz mniejszy na przekaz samej Sutry (...), aż do całkowitego braku informacji o jej przekazie.

## Układ tekstu we współczesnych wydaniach
Układ tekstu wydań współczesnych oparty jest na wydaniu ortodoksyjnym, czyli tekst jest podzielony na dziesięć rozdziałów.
- 1. Moje podróże
- 2. Pradźnia
- 3. Rozwianie wątpliwości
- 4. Spokój i mądrość
- 5. Głęboka praktyka
- 6. Skrucha-postanowienie
- 7. Sposobności i pokrewieństwa
- 8. Szkoła natychmiastowa i stopniowa
- 9. Pielęgnowanie Dharmy
- 10. Przekaz Mistrza do jego uczniów
- Dopisek Ling T’ao opiekuna Stupy
- Glosariusz[f]